# Чемпионат Польши по волейболу среди мужчин
Чемпионат Польши по волейболу среди мужчин — ежегодное соревнование мужских волейбольных команд Польши. Проводится с 1929 года (с перерывами).
Соревнования проводятся в пяти дивизионах — Плюс-лиге, 1-й, 2-й, 3-й и 4-й лигах. Организатором чемпионатов в высшем дивизионе с сезона 2000/01 является Польская лига (с 2008/09 — Плюс-лига (PlusLiga)).

## Формула соревнований (Плюс-лига)
Чемпионат 2024/2024 в Плюс-лиге проходил в два этапа — предварительный и плей-офф. На предварительной стадии команды играли в два круга. 8 лучших команд вышли в плей-офф и далее по системе с выбыванием определили финалистов, которые разыграли первенство. Серии матчей плей-офф проводились до двух (четвертьфинал и полуфинал) и до трёх (финал) побед одного из соперников.
За победы со счётом 3:0 и 3:1 команды получают 3 очка, 3:2 — 2 очка, за поражение со счётом 2:3 — 1 очко, 0:3 и 1:3 — 0 очков.
В чемпионате 2024/25 в Плюс-лиге участвовали 16 команд: «Ястшембски Венгель» (Ястшембе-Здруй), «Проект-Варшава» (Варшава), «Алурон-Варта» (Заверце), «Богданка-ЛУК» (Люблин), ЗАКСА (Кендзежин-Козле), «Ассеко-Ресовия» (Жешув), «Скра» (Белхатув), «Хемарполь-Норвид» (Ченстохова), «Индыкпол-АЗС» (Ольштын), «Шлепск-Малов» (Сувалки), «Трефль» (Гданьск), «Купрум-Стилон» (Любин), «Барком-Кажаны» (Львов, Украина), «Сталь» (Ныса), ГКС (Катовице), «Новак-Мосты» (Бендзин). Чемпионский титул выиграла «Богданка-ЛУК», победившая в финальной серии «Алурон-Варту» 3-1 (3:0, 3:0, 1:3, 3:0). 3-е место занял «Проект-Варшава».

## Призёры
| Сезон     | 1-е место                           | 2-е место                           | 3-е место                           |
| --------- | ----------------------------------- | ----------------------------------- | ----------------------------------- |
| 1929      | ИМКА Лодзь                          | АЗС Варшава                         | «Сокол» Львов                       |
| 1930      | АЗС Варшава                         | «Абсольвен» Лодзь                   | «Огниско» Вильно                    |
| 1931      | ЛКС Лодзь                           | АЗС Варшава                         | «Краковия» Краков                   |
| 1932      | ЛКС Лодзь                           | АЗС Варшава                         | «Краковия» Краков                   |
| 1933      | «Краковия» Краков                   | «Огниско» Вильно                    | АЗС Варшава                         |
| 1934      | АЗС Варшава                         | «Краковия» Краков                   | «Огниско» Вильно                    |
| 1935      | АЗС Варшава                         | АЗС Вильно                          | «Сокол» Торунь                      |
| 1937      | «Полония» Варшава                   | АЗС Варшава                         | «Сокол» Львов                       |
| 1938      | АЗС Вильно                          | АЗС Варшава                         | «Полония» Варшава                   |
| 1939      | «Сокол» Львов                       | «Кресовия» Гродно                   | КВС Варшава                         |
| 1946      | «Сполен» Варшава                    | АЗС Варшава                         | «Висла» Краков                      |
| 1947      | АЗС Варшава                         | АЗС Лодзь                           | ИМКА Гданьск                        |
| 1948      | АЗС Вроцлав                         | СКС Варшава                         | АЗС Варшава                         |
| 1949      | АЗС Варшава                         | АЗС Вроцлав                         | СКС «Зрыв» Варшава                  |
| 1950      | АЗС Вроцлав                         | «Спуйня» Гданьск                    | АЗС Варшава                         |
| 1952      | АЗС-АВФ Варшава                     | «Гвардия» Вроцлав                   | «Легия» Варшава                     |
| 1953      | АЗС-АВФ Варшава                     | «Гвардия» Варшава                   | «Гвардия» Вроцлав                   |
| 1954      | АЗС-АВФ Варшава                     | «Гвардия» Вроцлав                   | «Гвардия» Гданьск                   |
| 1955      | АЗС-АВФ Варшава                     | «Гвардия» Вроцлав                   | «Легия» Варшава                     |
| 1956      | АЗС-АВФ Варшава                     | «Легия» Варшава                     | «Гвардия» Вроцлав                   |
| 1957      | АЗС-АВФ Варшава                     | «Легия» Варшава                     | АЗС Краков                          |
| 1957/58   | АЗС-АВФ Варшава                     | «Легия» Варшава                     | «Выбжеже» Гданьск                   |
| 1958/59   | АЗС-АВФ Варшава                     | «Легия» Варшава                     | «Гурник» Катовице                   |
| 1959/60   | АЗС-АВФ Варшава                     | «Гурник» Катовице                   | «Легия» Варшава                     |
| 1960/61   | АЗС-АВФ Варшава                     | «Гурник» Катовице                   | «Легия» Варшава                     |
| 1961/62   | «Легия» Варшава                     | АЗС-АВФ Варшава                     | «Погонь» Щецин                      |
| 1962/63   | АЗС-АВФ Варшава                     | «Легия» Варшава                     | «Гурник» Катовице                   |
| 1963/64   | «Легия» Варшава                     | «Гвардия» Вроцлав                   | «Гурник» Катовице                   |
| 1964/65   | АЗС-АВФ Варшава                     | «Легия» Варшава                     | «Гвардия» Вроцлав                   |
| 1965/66   | АЗС-АВФ Варшава                     | «Легия» Варшава                     | «Гвардия» Вроцлав                   |
| 1966/67   | «Легия» Варшава                     | АЗС-АВФ Варшава                     | «Хутник» Краков                     |
| 1967/68   | АЗС-АВФ Варшава                     | «Хутник» Краков                     | «Легия» Варшава                     |
| 1968/69   | «Легия» Варшава                     | «Хутник» Краков                     | АЗС-АВФ Варшава                     |
| 1969/70   | «Легия» Варшава                     | АЗС-АВФ Варшава                     | «Ресовия» Жешув                     |
| 1970/71   | «Ресовия» Жешув                     | «Легия» Варшава                     | АЗС Ольштын                         |
| 1971/72   | «Ресовия» Жешув                     | АЗС Ольштын                         | АЗС-АВФ Варшава                     |
| 1972/73   | АЗС Ольштын                         | «Ресовия» Жешув                     | «Легия» Варшава                     |
| 1973/74   | «Ресовия» Жешув                     | АЗС Ольштын                         | «Пломен Миловице» Сосновец          |
| 1974/75   | «Ресовия» Жешув                     | «Пломен Миловице» Сосновец          | АЗС Ольштын                         |
| 1975/76   | АЗС Ольштын                         | «Пломен Миловице» Сосновец          | «Авиа» Свидник                      |
| 1976/77   | «Пломен Миловице» Сосновец          | АЗС Ольштын                         | «Ресовия» Жешув                     |
| 1977/78   | АЗС Ольштын                         | «Хутник» Краков                     | «Легия» Варшава                     |
| 1978/79   | «Пломен Миловице» Сосновец          | «Хутник» Краков                     | «Гвардия» Вроцлав                   |
| 1979/80   | «Гвардия» Вроцлав                   | АЗС Ольштын                         | «Легия» Варшава                     |
| 1980/81   | «Гвардия» Вроцлав                   | «Легия» Варшава                     | «Хутник» Краков                     |
| 1981/82   | «Гвардия» Вроцлав                   | «Легия» Варшава                     | АЗС Ольштын                         |
| 1982/83   | «Легия» Варшава                     | «Гвардия» Вроцлав                   | АЗС Ольштын                         |
| 1983/84   | «Легия» Варшава                     | «Гвардия» Вроцлав                   | «Сталь Сточня» Щецин                |
| 1984/85   | «Сталь Сточня» Щецин                | «Легия» Варшава                     | АЗС Ольштын                         |
| 1985/86   | «Легия» Варшава                     | «Сталь Сточня» Щецин                | «Хутник» Краков                     |
| 1986/87   | «Сталь Сточня» Щецин                | «Хутник» Краков                     | «Ресовия» Жешув                     |
| 1987/88   | «Хутник» Краков                     | «Сталь Сточня» Щецин                | «Ресовия» Жешув                     |
| 1988/89   | «Хутник» Краков                     | АЗС Ольштын                         | «Сталь Сточня» Щецин                |
| 1989/90   | АЗС Ченстохова                      | «Хутник» Краков                     | АЗС Ольштын                         |
| 1990/91   | АЗС Ольштын                         | АЗС Ченстохова                      | «Ястшембе-Борыня» Ястшембе-Здруй    |
| 1991/92   | АЗС Ольштын                         | АЗС Ченстохова                      | «Сталь» Ныса                        |
| 1992/93   | АЗС Ченстохова                      | АЗС Ольштын                         | ББТС Бельско-Бяла                   |
| 1993/94   | АЗС Ченстохова                      | АЗС Ныса                            | «Чарни» Радом                       |
| 1994/95   | АЗС Ченстохова                      | «Сталь» Ныса                        | «Чарни» Радом                       |
| 1995/96   | «Пломень» Сосновец                  | «Легия» Варшава                     | АЗС Ченстохова                      |
| 1996/97   | АЗС Ченстохова                      | «Мостосталь Азоты» Кендзежин-Козле  | «Може» Щецин                        |
| 1997/98   | «Мостосталь Азоты» Кендзежин-Козле  | «Може» Щецин                        | «Сталь» Ныса                        |
| 1998/99   | АЗС Ченстохова                      | «Мостосталь Азоты» Кендзежин-Козле  | «Гожув-Велькопольский»              |
| 1999/2000 | «Мостосталь Азоты» Кендзежин-Козле  | «Гожув-Велькопольский»              | АЗС Ченстохова                      |
| 2000/01   | «Мостосталь Азоты» Кендзежин-Козле  | «Галаксия» Ченстохова               | «Ястшембе-Борыня» Ястшембе-Здруй    |
| 2001/02   | «Мостосталь Азоты» Кендзежин-Козле  | «Галаксия» Ченстохова               | «Скра» Белхатув                     |
| 2002/03   | «Мостосталь Азоты» Кендзежин-Козле  | «Галаксия» Ченстохова               | «Ястшембе-Борыня» Ястшембе-Здруй    |
| 2003/04   | «Ястшембе-Борыня» Ястшембе-Здруй    | АЗС Ольштын                         | АЗС Ченстохова                      |
| 2004/05   | «Скра» Белхатув                     | АЗС Ольштын                         | АЗС Ченстохова                      |
| 2005/06   | «Скра» Белхатув                     | «Ястшембски-Венгель» Ястшембе-Здруй | АЗС Ольштын                         |
| 2006/07   | «Скра» Белхатув                     | «Ястшембски Венгель» Ястшембе-Здруй | АЗС Ольштын                         |
| 2007/08   | «Скра» Белхатув                     | АЗС Ченстохова                      | АЗС Ольштын                         |
| 2008/09   | «Скра» Белхатув                     | «Ассеко-Ресовия» Жешув              | «Ястшембски Венгель» Ястшембе-Здруй |
| 2009/10   | «Скра» Белхатув                     | «Ястшембски Венгель» Ястшембе-Здруй | «Ассеко-Ресовия» Жешув              |
| 2010/11   | «Скра» Белхатув                     | ЗАКСА Кендзежин-Козле               | «Ассеко-Ресовия» Жешув              |
| 2011/12   | «Ассеко-Ресовия» Жешув              | «Скра» Белхатув                     | ЗАКСА Кендзежин-Козле               |
| 2012/13   | «Ассеко-Ресовия» Жешув              | ЗАКСА Кендзежин-Козле               | «Ястшембски Венгель» Ястшембе-Здруй |
| 2013/14   | «Скра» Белхатув                     | «Ассеко-Ресовия» Жешув              | «Ястшембски Венгель» Ястшембе-Здруй |
| 2014/15   | «Ассеко-Ресовия» Жешув              | «Лотос-Трефль» Гданьск              | «Скра» Белхатув                     |
| 2015/16   | ЗАКСА Кендзежин-Козле               | «Ассеко-Ресовия» Жешув              | «Скра» Белхатув                     |
| 2016/17   | ЗАКСА Кендзежин-Козле               | «Скра» Белхатув                     | «Ястшембски Венгель» Ястшембе-Здруй |
| 2017/18   | «Скра» Белхатув                     | ЗАКСА Кендзежин-Козле               | «Трефль» Гданьск                    |
| 2018/19   | ЗАКСА Кендзежин-Козле               | ОНИКО Варшава                       | «Ястшембски Венгель» Ястшембе-Здруй |
| 2019/20   | ЗАКСА Кендзежин-Козле               | «ВЕРВА-Орлен-Палива» Варшава        | «Скра» Белхатув                     |
| 2020/21   | «Ястшембски Венгель» Ястшембе-Здруй | ЗАКСА Кендзежин-Козле               | «ВЕРВА-Орлен-Палива» Варшава        |
| 2021/22   | ЗАКСА Кендзежин-Козле               | «Ястшембски Венгель» Ястшембе-Здруй | «Алурон-Варта» Заверце              |
| 2022/23   | «Ястшембски Венгель» Ястшембе-Здруй | ЗАКСА Кендзежин-Козле               | «Ассеко-Ресовия» Жешув              |
| 2023/24   | «Ястшембски Венгель» Ястшембе-Здруй | «Алурон-Варта» Заверце              | «Проект-Варшава» Варшава            |
| 2024/25   | «Богданка-ЛУК» Люблин               | «Алурон-Варта» Заверце              | «Проект-Варшава» Варшава            |